# Marqab
Marqab (též Margat nebo Magrat, z arabštiny Qalaat al-Marqab, originálně قلعة المرقب,‎) je křižácký hrad nacházející se poblíž města Baníjás v dnešní Sýrii. Byl jednou z nejmocnějších pevností rytířského řádu johanitů ve Svaté zemi. Větším hradem řádu už byl jen slavný Krak des Chevaliers, který stojí jižně od Marqabu.

## Historie
Marqab se nachází na vyhaslém vulkánu v nadmořské výšce přibližně 500 metrů. Zaujímal strategickou pozici na cestě z Tripolisu do Latakie a měl výhled na Středozemní moře. Původní pevnost pochází pravděpodobně již z antických časů, ale zmínky o prvních obráncích hradu pochází z roku 1062, kdy pevnost drželi Arabové, kteří jej udrželi v dobách po první křížové výpravě, kdy se hrad nacházel v blízkosti křižáckého Antiochijského knížectví. Když byli roku 1104 normanští rytíři z Antiochie poraženi v bitvě u Harranu, byzantský císař Alexios I. využil jejich slabosti a dobyl Marqab od muslimů. Byzantinci ho však neudrželi dlouho, když o několik let později byl dobyt křižáckými vojsky antiochijského regenta Tankreda Galilejského, který byl synovcem zakladatele Antiochijského knížectví Bohemunda z Tarentu, který v té době válčil s byzancí na Balkáně. Takred posléze pevnost připojil k Antiochii.
V sedmdesátých letech 12. století pevnost kontroloval Renaud II. Mazoir z Antiochie, vazal tripolského hraběte. Pevnost a k ní přilehlá panství byla tak rozlehlá, že měla dokonce i několik vlastních vazalských panství. Renaudův syn Bernard hrad roku 1186 prodal johanitům, protože správa takového panství byla pro rod Mazoir příliš nákladná. Poté, co hrad prošel pod rukama johanitů částečnou přestavbou a rozšířením, stal se hlavním velitelstvím řádu v Sýrii. Marqab, se svými čtrnácti věžemi a posádkou rytířů sv. Jana Jeruzalémského, byl považován za nedobytný. Roku 1188 byl hrad obležen vojsky sultána Saladina. Pevnost však útokům muslimů odolala a stala se tak jedním z mála opěrných bodů, který po katastrofální bitvě u Hattínu a Saladinově tažení, zůstal v křižáckých rukách.
Počátkem 13. století špitálníci ovládali přilehlá území i karavanní trasy, na kterých vybírali poplatky od projíždějících i poutníků. Poté, co v rámci třetí křížové výpravy anglický král Richard Lví srdce dobyl byzantský Kypr a svrhl jeho vládce Izáka Komnena, byl v Marqabu Izák uvězněn. Kolem roku 1240 užil Marqab jako své velitelství i biskup z nedaleké Valenie.
Dne 25. dubna roku 1285 oblehl hrad mamlúcký sultán Kalavun a po měsíčním obléhání Marqab, s pomocí razičů, kteří narušili severní zeď, dobyl. Kalavun, který měl respekt k odvaze a houževnatosti obránců, dovolil johanitům, aby kapitulovali a opustili pevnost, spolu se vším, co mohli odnést. Na rozdíl od jiných křižáckých pevností, které poté, co byly dobyty muslimy byly srovnány se zemí, aby je případně nemohli křižáci dobýt nazpět, Marqab tento osud nepotkal a mamlúci z něj udělali svou vlastní pevnost.
Hlavní zásobárnou vody pro hrad bývala otevřená nádrž s půdorysem lichoběžníka o rozměrech 15 × 25 metrů. Byla vyhloubena mimo na hrad na opyši pod hradním jádrem. Zdrojem vody byly dešťové srážky sváděné ze střech hradního jádra a parkánu. V době míru bylo možné vodu donášet do hradu ve vacích nošených soumary. Kromě toho se v samotném hradu nacházely další cisterny a využívala se také voda ze studen ve městě.

## Galerie

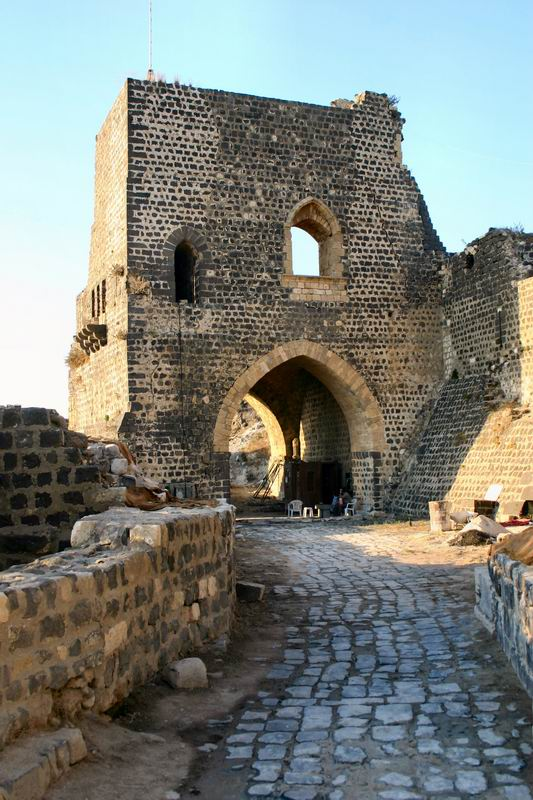
Vstup do pevnosti
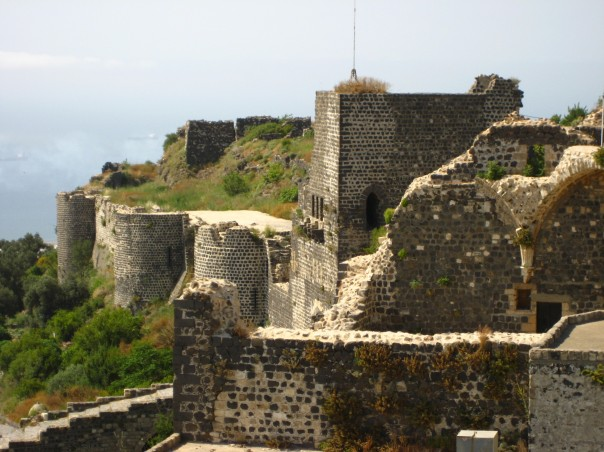
Citadela
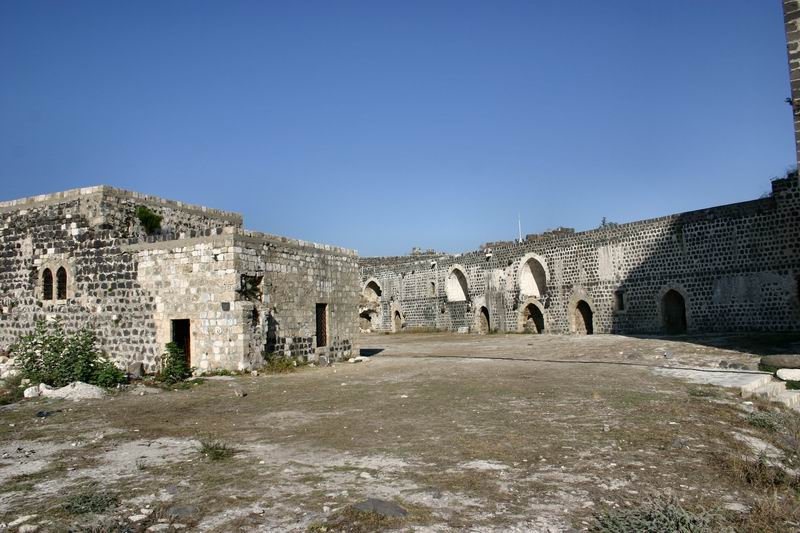
Nádvoří hradu
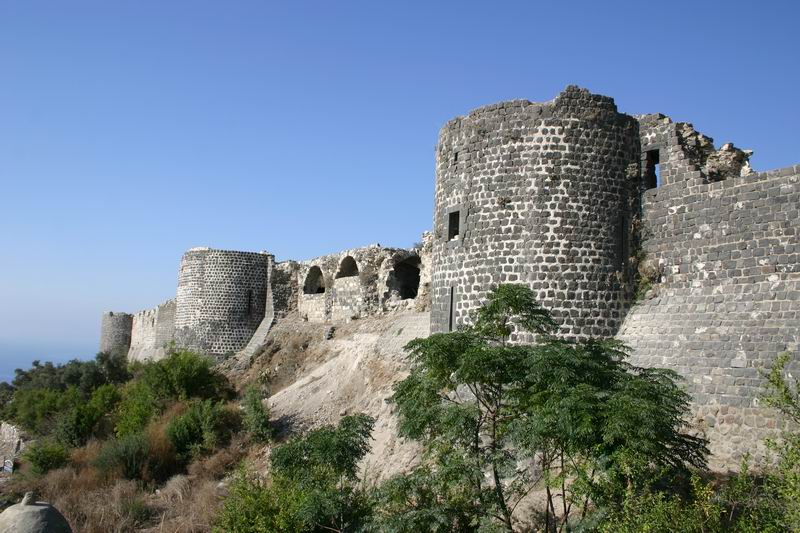
Zbytky věží